# Coordonnées de Boyer-Lindquist
Les coordonnées de Boyer-Lindquist sont un système de coordonnées d'espace-temps utilisées pour écrire la métrique du trou noir de Kerr ou d'un trou noir de Kerr-Newmann. Elles généralisent les coordonnées de Schwarzschild, : elles sont singulières à l'horizon des événements du trou noir. Elles minimisent le nombre des composantes hors diagonale de la métrique,. Elles sont adaptées aux symétries du trou noir : sa stationarité et sa symétrie axiale.

## Présentation
La notation usuelle des coordonnées est (t, r, θ, ϕ), ou (ct, r, θ, ϕ), avec :
- {\displaystyle t\in \mathbb {R} },
- {\displaystyle r\in \mathbb {R} },
- {\displaystyle \theta \in \left(0,\pi \right)},
- {\displaystyle \phi \in \left(0,2\pi \right)}.

L'espace-temps de Kerr a quatre dimensions et, étant stationnaire, axisymétrique et asymptotiquement plat, il est circulaire,,,,,,. Pour un tel espace-temps, il existe un système de coordonnées {\displaystyle x^{\mu }=\left\{t,r,\theta ,\phi \right\}} tel que, : {\displaystyle g_{tr}=g_{t\theta }=g_{\phi r}=g_{\theta \phi }=0}.
Étant stationnaire et axisymétrique, l'espace-temps de Kerr admet deux champs de vecteurs de Killing qui commutent : {\displaystyle {\boldsymbol {\xi }}} et {\displaystyle {\boldsymbol {\eta }}}, respectivement associés à la stationnarité et à la symétrie axiale. Les coordonnées de Boyer-Lindquist sont construites de sorte que les composantes {\displaystyle \xi ^{\mu }} et {\displaystyle \eta ^{\mu }} de {\displaystyle {\boldsymbol {\xi }}} et {\displaystyle {\boldsymbol {\eta }}} soient {\displaystyle \xi ^{\mu }=\left(1,0,0,0\right)} et {\displaystyle \eta ^{\mu }=\left(0,0,0,1\right)}. Ainsi les produits scalaires des vecteurs de Killing sont donnés par les composantes de la métrique :
{\displaystyle {\boldsymbol {\xi }}\cdot {\boldsymbol {\xi }}=g_{tt},\quad {\boldsymbol {\xi }}\cdot {\boldsymbol {\eta }}=g_{t\phi },\quad {\boldsymbol {\eta }}\cdot {\boldsymbol {\eta }}=g_{\phi \phi }}.
Le changement de coordonnées des coordonnées de Boyer-Lindquist (r, θ, ϕ) vers les coordonnées cartésiennes (x, y, z), est donné par, :
x = √r2 + a2 sin θ cos ϕ,
y = √r2 + a2 sin θ sin ϕ,
z = r cos θ,
où a est le rapport entre le moment angulaire et la masse : a = J/M (voir trou noir de Kerr pour plus de détails).
Les coordonnées de Boyer-Linquist sont adaptées à un feuilletage 3 + 1 — dit feuilletage de Boyer-Linquist — d'un espace-temps axisymétrique. Elles permettent d'exprimer la métrique sous la forme :
{\displaystyle \mathrm {d} s^{2}=\left(\beta ^{2}-\alpha ^{2}\right)\mathrm {d} t^{2}+2\beta _{\phi }\mathrm {d} \phi \mathrm {d} t+\gamma _{rr}\mathrm {d} r^{2}+\gamma _{\theta \theta }\mathrm {d} \theta ^{2}+\gamma _{\phi \phi }\mathrm {d} \phi ^{2}}.
La représentation matricielle des coefficients de la métrique est ainsi :
{\displaystyle g_{\mu \nu }={\begin{pmatrix}\beta ^{2}-\alpha ^{2}&0&0&\beta _{\phi }\\0&\gamma _{rr}&0&0\\0&0&\gamma _{\theta \theta }&0\\\beta _{\phi }&0&0&\gamma _{\phi \phi }\end{pmatrix}}}
{\displaystyle \alpha } est la fonction lapse. {\displaystyle \beta } est le vecteur shift.
Dans l'expression d'une métrique en coordonnées de Boyer-Lindquist, on trouve un paramètre et des fonctions.
{\displaystyle a} est le paramètre de Kerr. Il est défini par {\displaystyle a={\frac {J}{Mc}}}, où {\displaystyle M} est la masse et {\displaystyle J} est le moment cinétique ; et est homogène à une longueur.

### Deux principales fonctions
{\displaystyle \rho ^{2}} et {\displaystyle \Delta } sont deux fonctions qui apparaissent dans l'expression d'une métrique en coordonnées de Boyer-Lindquist. Par construction de celles-ci, la métrique est singulière pour {\displaystyle \rho =0} ou {\displaystyle \Delta =0},.
{\displaystyle \rho ^{2}} est une fonction des deux coordonnées {\displaystyle r} et {\displaystyle \theta } : {\displaystyle \operatorname {\rho ^{2}} (r,\theta )},,. Elle est donnée par : {\displaystyle \rho ^{2}=r^{2}+a^{2}\cos ^{2}\theta }, tant pour la métrique de Kerr, que pour celle de Kerr-Newman,. Elle est définie de sorte que les composantes {\displaystyle g_{rr}} et {\displaystyle g_{\theta \theta }} s'annulent pour {\displaystyle \rho =0}. C'est le cas pour {\displaystyle \left(r,\theta \right)=\left(0,{\frac {\pi }{2}}\right)}.
{\displaystyle \Delta } est une fonction de la coordonnée {\displaystyle r} : {\displaystyle \operatorname {\Delta } (r)},,. Elle est définie de sorte que la composante {\displaystyle g_{rr}} devienne singulière pour {\displaystyle \Delta =0}. C'est le cas pour {\displaystyle r=r_{+}} et {\displaystyle r=r_{-}}. Les surfaces de coordonnées {\displaystyle r_{\pm }} sont deux horizons. La surface de coordonnée {\displaystyle r_{+}} est l'horizon des événements du trou noir ; celle de coordonnée {\displaystyle r_{-}} est son horizon de Cauchy.

### Troisième fonction
Une troisième fonction apparaît souvent dans l'expression d'une métrique en coordonnées de Boyer-Lindquist. Elle est notée {\displaystyle \Sigma ^{2}},,. Dans le cas de la métrique de Kerr, elle est définie par,, : {\displaystyle \Sigma ^{2}=\left(r^{2}+a^{2}\right)^{2}-a^{2}\Delta \sin ^{2}\theta }. Il en est de même dans le cas de la métrique de Kerr-Newman.

### Autres fonctions
{\displaystyle \alpha ^{2}}, {\displaystyle \varpi ^{2}} et {\displaystyle \omega } sont trois autres fonctions qui apparaissent dans l'expression d'une métrique en coordonnées de Boyer-Lindquist.
{\displaystyle \alpha } est la fonction lapse déjà rencontrée. {\displaystyle \varpi } est le rayon cylindrique : {\displaystyle 2\pi \varpi =2\pi {\sqrt {g_{\phi \phi }}}} est la circonférence d'un cercle autour de l'axe de symétrie. {\displaystyle \omega } est la vitesse angulaire des ZAMOs : {\displaystyle \omega =-\beta ^{\phi }=\left({\frac {\mathrm {d} _{\phi }}{\mathrm {d} _{t}}}\right)_{\mathrm {ZAMO} }}. Dans le cas de la métrique de Kerr :
{\displaystyle \alpha ^{2}={\frac {\rho ^{2}}{\Sigma ^{2}}}\Delta } ;
{\displaystyle \beta ^{2}={\frac {\beta _{\phi }^{2}}{\gamma _{\phi \phi }}}} ;
{\displaystyle \varpi ^{2}={\frac {\Sigma ^{2}}{\rho ^{2}}}\sin ^{2}\theta } ;
{\displaystyle \omega ={\frac {2aMr}{\Sigma ^{2}}}}.
Les composantes de la métrique sont reliées aux fonctions. Dans le cas de la métrique de Kerr :
{\displaystyle g_{tt}=\beta ^{2}-\alpha ^{2}} ;
{\displaystyle g_{rr}=\gamma _{rr}={\frac {\rho ^{2}}{\Delta }}}, ;
{\displaystyle g_{\theta \theta }=\gamma _{\theta \theta }=\rho ^{2}} ;
{\displaystyle g_{\phi \phi }=\gamma _{\phi \phi }=\varpi ^{2}}.
{\displaystyle g_{t\phi }=\beta _{\phi }}.

## Histoire
Les éponymes des coordonnées de Boyer-Lindquist sont Robert H. Boyer (1932-1966) et Richard W. Lindquist,,.